# Ernst Casimir zu Ysenburg und Büdingen

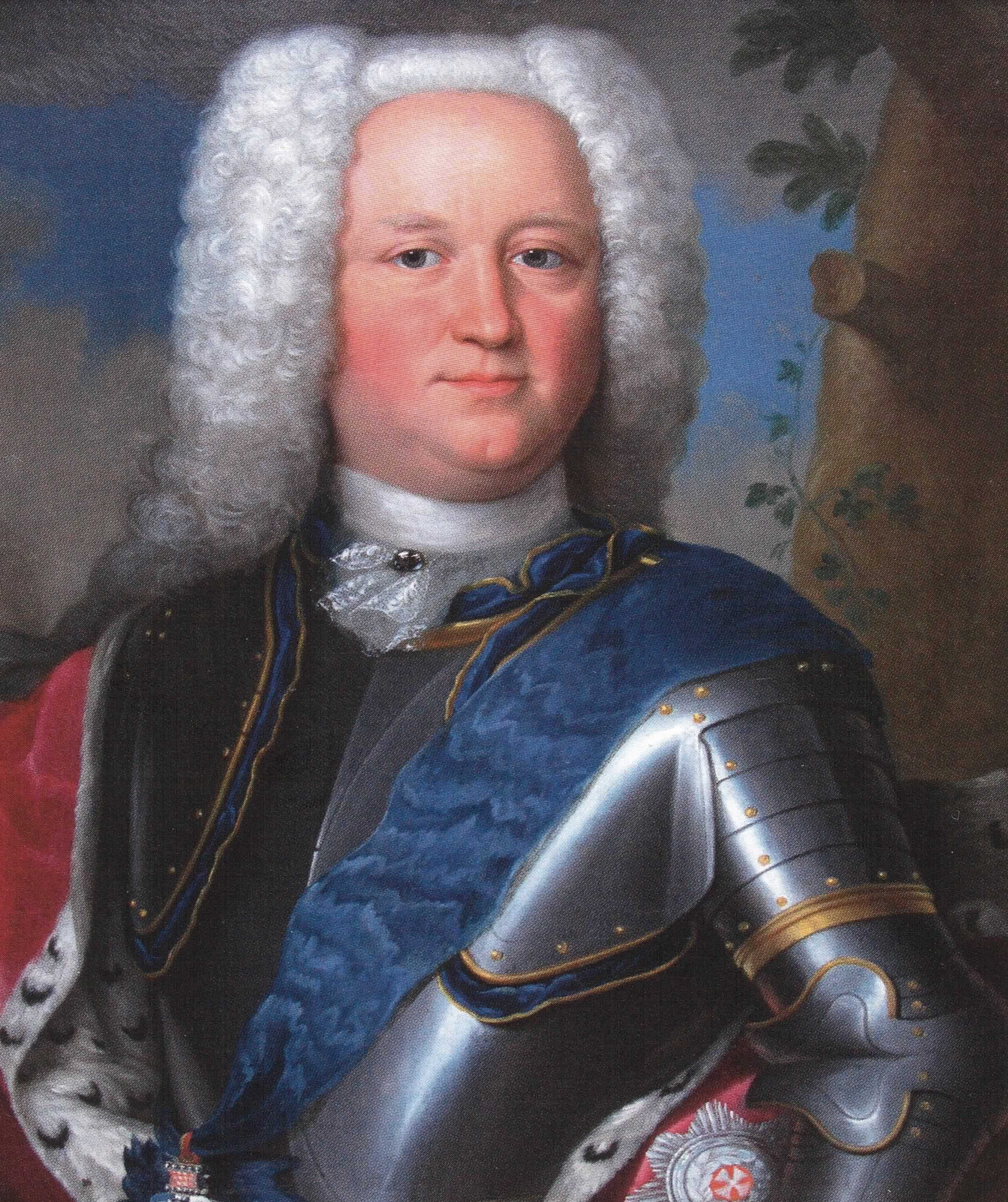
Ernst Casimir Graf zu Ysenburg und Büdingen

Ernst Casimir Graf zu Ysenburg und Büdingen in Büdingen (alternativ auch Ysenburg-Büdingen-Büdingen oder Isenburg-Büdingen), als Graf I. (* 12. Mai 1687 in Büdingen; † 15. Oktober 1749 ebenda) war ein religiös toleranter und ökonomisch agierender Regent der Grafschaft Ysenburg und Büdingen.
Als vierter Sohn des Grafen Johann Casimir zu Ysenburg und Büdingen und der Gräfin Sophie Elisabeth zu Isenburg-Birstein wurde er durch den frühen Tod der älteren Brüder 1708 im Alter von 21 Jahren Regent des Büdinger Landesteils. Bereits am 29. März 1712 verkündete er als 25-Jähriger sein Toleranzedikt „PRIVILEGIA und Freyheiten“, ein für seine Zeit fortschrittliches Dokument verbriefter Menschenrechte. Außerdem war seine Regierungszeit von einer Reihe von weiteren Fortschritten zum Wohl seines Hauses und seiner Untertanen geprägt, wie die Gründung der Vorstadt Büdingen und eine damit einhergehende Steigerung der Einwohnerzahl seiner durch Dreißigjährigen Krieg, Pest und Seuchen stark dezimierten Grafschaft, wirtschaftliche Blüte durch Ansiedlung von Handwerkern und einer Druckerei (des Nürnbergers Johann Regelein). Des Weiteren eine Mehrung des Vermögens seines Hauses durch Verteidigung von Erbansprüchen und des Antritts seines Marienborner Erbteils sowie dem Ausbau der gräflichen Höfe (Christinenhof, Salinenhof und Thiergarten). Unter Graf Ernst Casimir blühte außerdem das geistige und geistliche Leben auf. So trat er in Beziehung zur Bewegung eines der bekanntesten Vertreter des Pietismus, bedeutendsten Genealogen und Begründers der Heraldik, Philipp Jakob Spener (1635–1705), gewährte dem aus Waldeck geflohenen Kanzleirat Otto Heinrich Becker (1667–1723) eine Heimstatt und förderte Nikolaus Ludwig Graf von Zinzendorf (1700–1760), mit dessen Namen die Entstehung und Entwicklung der Herrnhuter Brüdergemeine verbunden ist, für die Graf Ernst Casimir den Herrnhaag, einen Hügel bei Büdingen, zur Verfügung stellte.

## Leben
Aufgewachsen ist der mit sechseinhalb Jahren verwaiste Ernst Casimir – der Vater war 1693 während eines Feldzuges in den Niederlanden umgekommen – mit zwei älteren Brüdern unter der Vormundschaft seiner beiden Onkel Georg Albrecht von Ysenburg-Büdingen-Meerholz (1664–1724) und Carl August von Ysenburg-Büdingen-Marienborn (1667–1725). Erzogen wurden die Knaben unter der Obhut des französischen Geistlichen Mr. de Beaumont (in Kassel) beziehungsweise ab 1692 bis 1702 vom nachmaligen meerholzischen Rat Tromp in Frankfurt am Main. Letzterer begleitete die jungen Grafen zum Studium nach Utrecht (1703/1704).
Ernst Casimir und sein älterer Bruder Johann Ernst (1683–1708) wurden anschließend am 5. Juni 1704 in der Universität Halle immatrikuliert. Ab 1706 besuchte Ernst Casimir die Militärakademie in Berlin, nachdem er zuvor England bereist hatte. Seine militärische Laufbahn brach er 1708 ab, um nach dem plötzlichen Tod seines Bruders die Regierung zu übernehmen. Im August desselben Jahres heiratete er Christina Eleonore zu Stolberg-Gedern, eine Tochter der durch ihren engen Kontakt zu Spener bekannten Christina zu Stolberg-Gedern, mit der er fünf Söhne und eine Tochter zeugte. Zwei seiner Kinder, nämlich Graf Gustav Friedrich (1717–1768) und Graf Ludwig Casimir (1710–1775), wurden seine Nachfolger.

## Toleranzedikt von 1712

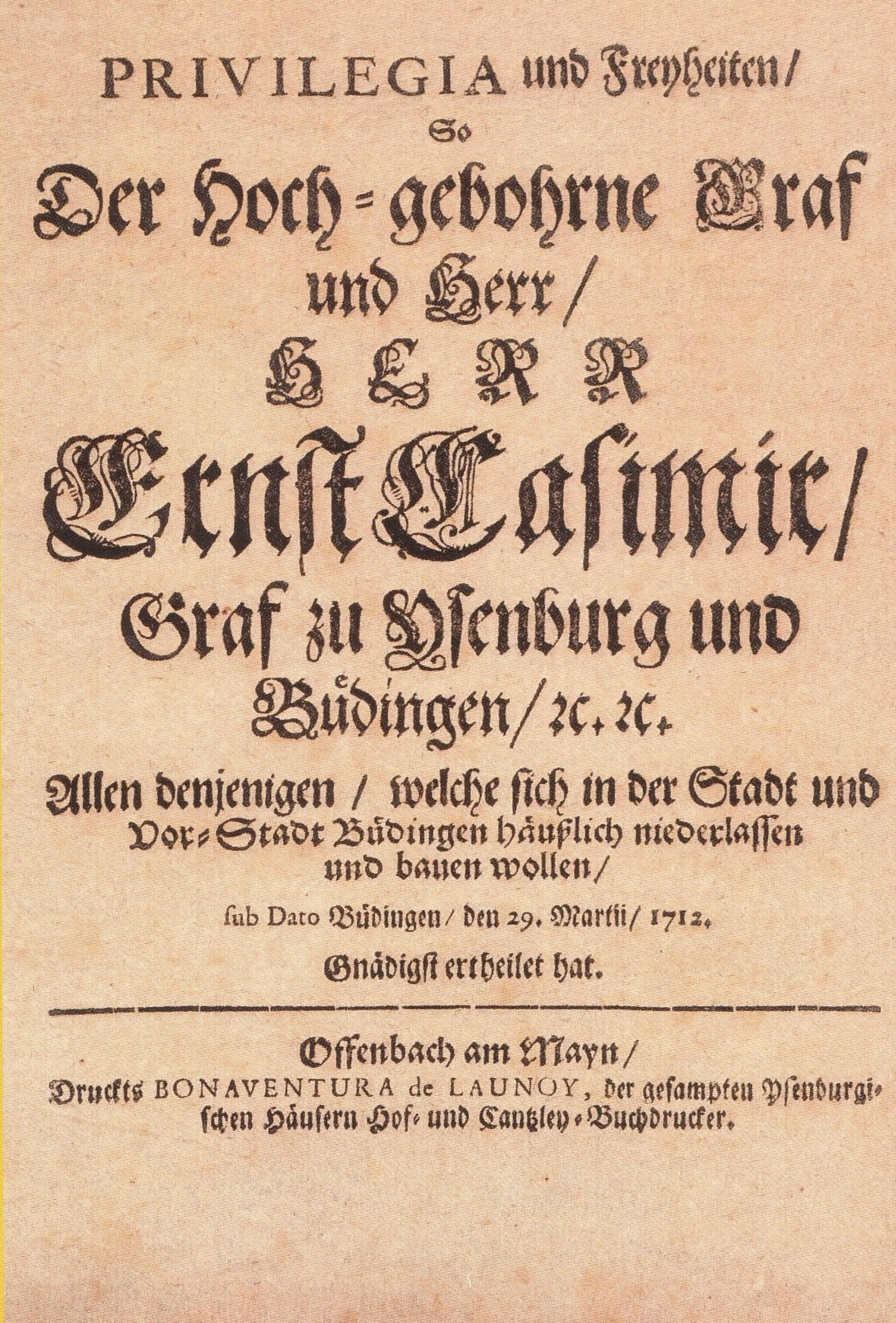
Das Büdinger Toleranzedikt des Grafen Ernst Casimir I. zu Ysenburg und Büdingen aus dem Jahr 1712

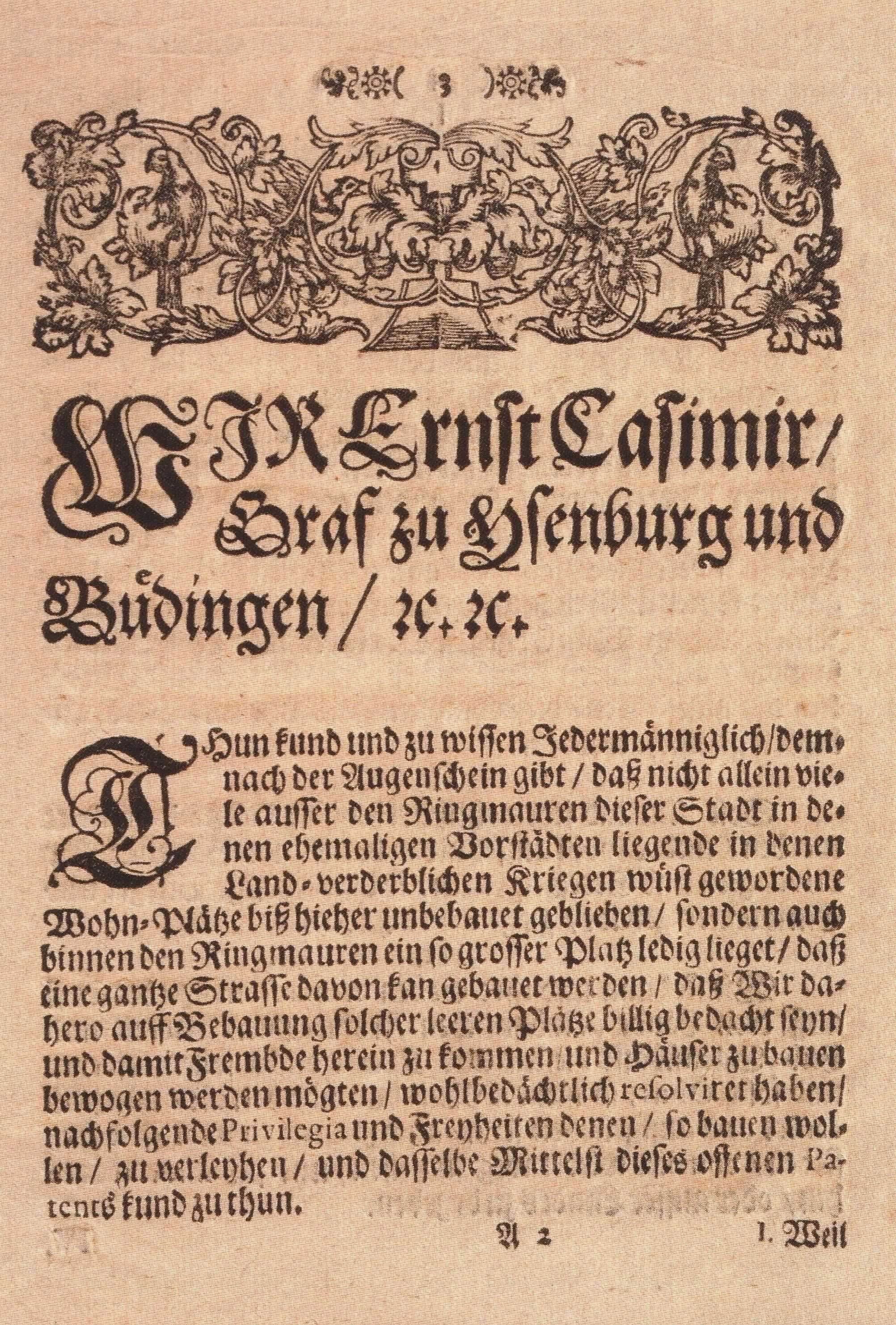
Verkündung des Offenen Patents – erste Passagen

Bei dem im Jahre 1712 vom Grafen Casimir zu Ysenburg und Büdingen verkündeten Patent handelt es sich um eine Zusage von Privilegien an etwaige Siedler in und vor der Residenzstadt Büdingen, wie sie Ende des 17. Jahrhunderts zur Aufnahme von französischen Glaubensflüchtlingen (Hugenotten) auch in anderen deutschen Territorien herausgegeben wurden. Was es so einzigartig machte, war eine wesentlich weitergehende Fassung als beispielsweise die Privilegienerlasse des Offenbacher Grafen Johann Philipp von Isenburg-Offenbach aus dem Jahr 1705 oder das Edikt von Potsdam, das am 29. Oktoberjul. / 8. November 1685greg. vom Großen Kurfürsten Friedrich Wilhelm von Brandenburg erlassen wurde. Nicht nur für Angehörige der drei im Westfälischen Frieden von 1648 anerkannten christlichen Konfessionen, Katholiken, Lutheraner und Reformierte sollte Gewissensfreiheit herrschen, sondern es versprach für „Jedermann vollkommene Gewissen-Freyheit...., auch denen, die aus Gewissens-Scrupel gar zu keiner äußerlichen Religion halten“. Dazu kamen Gewerbe-, Bildungs- und Schulgeldfreiheit, eine moderne Asylpolitik für Glaubensflüchtlinge und „Sektierer“ sowie Emanzipation für Juden.
Unter „ohnparteyischer Justiz“ waren nicht nur Leibeigenschaft abgeschafft, sondern auch freier Zu- und Wegzug garantiert sowie attraktive Steueranreize geschaffen, um Manufakturen zu befördern, „als deren es hier mangelt“. Gleichwohl waren nicht nur die Elemente einer aufgeklärten Bevölkerungspolitik – dazu gehörten die Garantie politisch-bürgerlicher Rechte, bei der alle Neuangesiedelten den Stadtbürgern gleichgestellt sein sollten – oder die im Toleranzedikt vorgestellten Starthilfen wirtschaftlicher Art – eine Art innovatives Konjunkturprogramm – waren das Revolutionäre; vielmehr war dies seine Präambel, in der erstmals eine explizite Feststellung, dass sich obrigkeitliche Macht nicht über das Gewissen erstrecke, geäußert war. Die Kernpassage, „... so wollen Wir jedermann vollkommene Gewissens-Freyheit verstatten....“ als Toleranzpatent zu jener Zeit verkündet, die gemeinhin als Beginn des historischen und höfischen Absolutismus angesehen wird, musste vielerorts als ungeheuer provokant empfunden worden sein. Prompt handelte sich der Graf mit seinem pietistischen Offenbacher Hofdrucker Bonaventura De Launoy einen Prozess am Reichskammergericht ein, der jedoch im Sande verlief. Die Anklage richtete sich auch gegen den Kanzleirat des Grafen, Otto Heinrich Becker, ehemaliger Student der juristischen Fakultät in Halle, der das Patent ausformuliert hatte. Zuvor war Becker als Regierungs- und Konsistorialrat in der Grafschaft Waldeck zur Schlüsselfigur eines größeren Reformprogramms geworden, musste jedoch nach einem Regierungswechsel wegen seiner pietistischen Überzeugungen das Land verlassen. Für Ernst Casimir war er der geeignete Mann, um seine Vorstellung von Toleranz und Peuplierung pragmatisch umzusetzen.

## Vorstadt
Das Toleranzedikt des Grafen Ernst Casimir war nicht nur ein für seine Zeit bemerkenswert aufgeklärtes Dokument der Menschenrechte, sondern ein geradezu innovativ zu nennendes Wirtschaftsförderungsprogramm. In der historischen Betrachtung steht dieser Aspekt, der weite Passagen nach dem programmatischen Eingangsartikel bestimmt, wohl im Vordergrund, was sich auch darin ausdrückt, dass das Toleranzedikt häufig auch als „Toleranzpatent“ bezeichnet wird. Der Begriff Patent zeigt, dass in der historischen Wertung allem Anschein nach der Schwerpunkt auf ein hoheitlich erteiltes gewerbliches Schutzrecht, also auf den Aspekt der materiellen Nutzbarkeit verlagert wurde. Gleichwohl darf auch dies als eine für seine Zeit ungewohnt zukunftsorientierte wirtschaftspolitische Leistung gelten, die als bedeutender Markstein ein Zeugnis der städtischen Entwicklung des Residenzstädtchens Büdingen liefert. 

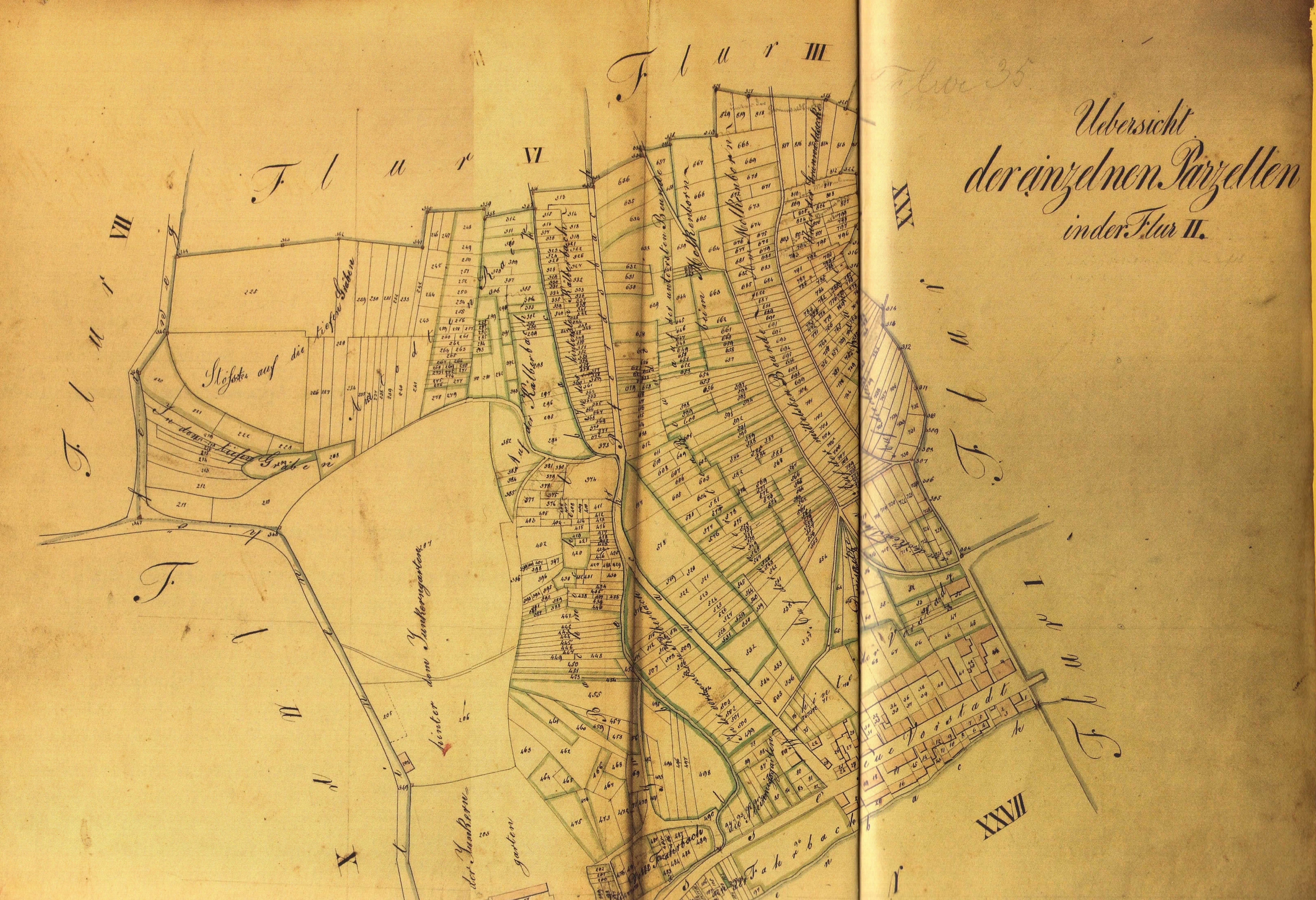
Flurkarte der Vorstadt von 1812/1832, Quelle: Stadtarchiv

 Die Grundüberlegung war nicht nur, attraktive Anreize für neue Siedler und insbesondere einen produktiven Mittelstand zu schaffen. Gleichzeitig begegnet uns ein frühzeitiges Beispiel für nachhaltige Planung und das Streben nach gerechter sozialer Gleichstellung auf einem relativ gehobenen Wohlstandsniveau. Seitens der alteingesessenen Büdinger regte sich jedoch massiver Widerstand gegen eine Ansiedlung der Neubürger, die nach breiter Auffassung ohnehin mit allzu großen Wohltaten seitens der Herrschaft ausgestattet worden seien. Eine Ansiedlung auf einem vorhandenen, attraktiven Gelände in der Stadt wurde daher aufgegeben, um andauernde Unruhen zu vermeiden.

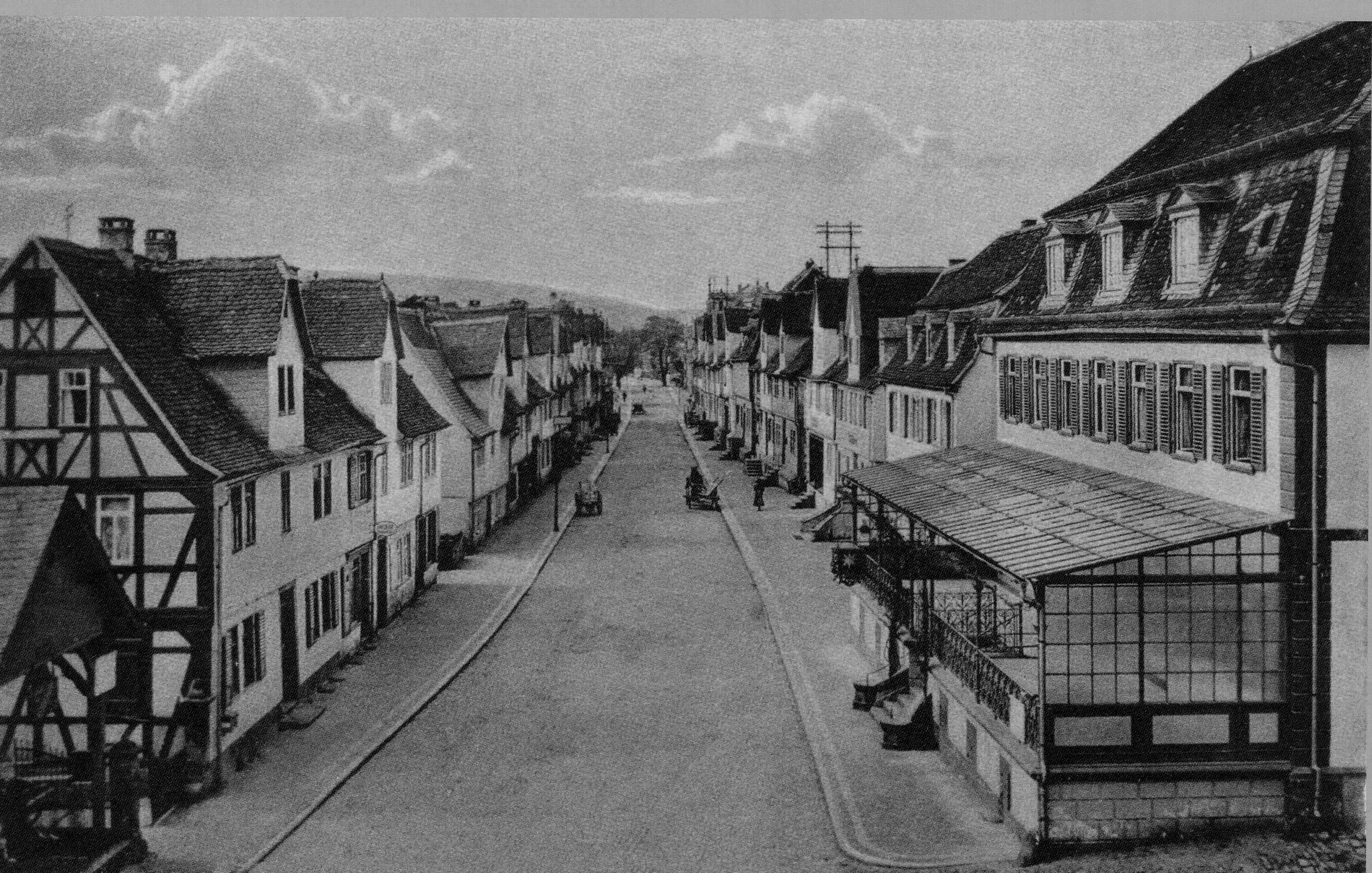
Die Büdinger Vorstadt vor 1925 (vom Untertor aus gesehen), Quelle: Geschichtswerkstatt Büdingen

Der Graf entschloss sich zur Gründung einer Vorstadt außerhalb der Stadtmauern („vor dem Untertor“ – von den Exulanten fortan Jerusalemer Tor genannt), ursprünglich gräfliches Gartenland, das ein eigenes Wehrsystem erhalten sollte. So entstand durch rasch voranschreitende Baumaßnahmen in weniger als 20 Jahren ein gänzlich neues Stadtbild in „wohlproportioniertem Gleichmaß“. Erreicht wurde das, indem der Anspruch auf kostenloses Baumaterial und eine zehnjährige Steuerbefreiung an die Einhaltung der Gestaltungsvorgaben gebunden wurde. Diese Vorgaben besagten, dass entlang eines Straßenzuges, an dem die Grundstücke abgemessen worden waren, nach einheitlichem Plan gestaltete zweigeschossige Fachwerkhäuser zu errichten waren. Sie mussten auf der Südseite Rücksicht auf den Verlauf des Küchenbachs nehmen und ihre Nordseite musste den Geländeanstieg berücksichtigen. Die Häuser haben im Satteldach ein Zwerghaus oder ein Gauben und stehen traufseitig zur Straße. In der Mitte befindet sich der Eingang, zu beiden Seiten gehen die weiteren Räume ab. Die Küche liegt an der Verlängerung des Hausflurs an der Hofseite. Auch wenn die Häuser durch Ladeneinbauten heutzutage stark verändert sind, lässt sich anhand der Flurkarten 1831/32 bzw. 1844/48 sowie zahlreicher Fotografien des frühen 20. Jahrhunderts der Weitblick urbaner Entwicklung ablesen. Bereits kurz nach der „Erschließung“ der Vorstadt interessierten sich auch Handwerker aus der Stadt selbst für die mit dem Bau verbundenen Privilegien und Vorteile. Der Erfolg dieser Peuplierungspolitik zeigte sich daran, dass sich die Bevölkerung von Büdingen innerhalb von 30 Jahren mehr als verdoppelte. Bereits im Jahr 1731 waren neben drei Knopfmachern 18 Strumpfweber, zwei „Chirurgen“ (Wundärzte) sowie gar drei Apotheker zu finden. 1717 gelang es dem Grafen, Johann Friedrich Regelein aus Nürnberg als Hofbuchdrucker in die Stadt zu ziehen. Eine Walkmühle am Seemenbach wurde als Grundlage für die Textilverarbeitung wichtig, und die 1714 eingerichtete Papiermühle entfaltete ab 1735 durch den Papiermacher Johann Christian Illig ihre Blüte.

## Auswirkungen der Politik des Grafen Ernst Casimir
Auch dem von Graf Ernst Casimir zu Ysenburg und Büdingen Anfang des 18. Jahrhunderts erlassenen Toleranzedikt selbst war wie vielen berühmten Toleranzedikten vorher und nachher in der Geschichte keine allzu lange Lebensdauer beschieden. Bereits sein Sohn und Nachfolger Gustav Friedrich Graf von Ysenburg-Büdingen verfügte in einem Emigrationsedikt vom 12. Februar 1750 die Auflösung der von seinem Vater auf dem Herrnhaag angesiedelten Herrnhuter Brüdergemeine. Als die wirtschaftlich und missionarisch erfolgreiche, rund 1000 Menschen umfassende Gemeinschaft, die angesichts Mittelstandsförderung und geistiger Blüte auf dem Büdinger Herrnhaag ähnlich wie die Vorstadt vom Erfolgsklima profitierte, die Büdinger Residenz in den Schatten stellte und den von Graf Gustav Friedrich eingeforderten Untertaneneid verweigerte, wurde mit ihrer Vertreibung bis 1753 praktisch der Widerruf des Toleranzedikts besiegelt. In den Geschichtsbüchern wurde das Wirken von Graf Ernst Casimir I zu Ysenburg und Büdingen nahezu vergessen oder bestenfalls als „Experiment“ erinnert. Zwar wird anerkannt, dass der komplette Wandel hin zu einer erfolgreichen Erwerbsstruktur in diesen alles andere als günstigen Zeiten eine Folge seiner wirtschaftlichen Maßnahmen ist. Gleichwohl liegt die wahre Bedeutung von Ernst Casimirs Wirken darin, auf der Grundlage einer über mehrere Generationen tradierten christlichen Ethik begünstigt durch eine weltoffene Ausbildung und eigenes Kennenlernen bedeutender nationaler Bildungszentren wie internationaler Metropolen sowie ermöglicht durch wirtschaftlich erfolgreiche Führung seines Herrschaftsbereiches Toleranz und Gewissensfreiheit nicht nur zugelassen, sondern praktiziert und damit der bürgerlich-demokratischen Freiheit in Deutschland ein Stück den Boden bereitet zu haben. Durch das Wirken des Grafen entwickelte sich hier in der ersten Hälfte des 18. Jahrhunderts im Verband des „Alten Reichs“ (siehe Das Reich bis Mitte des 18. Jahrhunderts) aus einem Sammelbecken an Verfolgten und Abweichlern ein Kreuzungspunkt vielfältiger geistiger Strömungen, die an viele Stellen der Alten und Neuen Welt getragen wurde. Das Büdinger Patent als feudal-konservatives Wirtschaftsprivileg zu kennzeichnen, das als Besonderheit die Separatistenduldung einschloss, ist bis heute eine Wertung, die den ganzheitlichen Ansatz Ernst Casimirs unberücksichtigt lässt und ihm durch die Enge des Blickwinkels die historische Bedeutung versagt.